# پیران (ترکیب آلی)
پیران  (به انگلیسی: Pyran) یا اکسین (به انگلیسی: oxine) یک ترکیب هتروسیکل غیر آروماتیک و شش عضوی آلی است که از ۵ اتم کربن و یک اتم اکسیژن درون یک حلقه ۶ عضوی تشکیل شده‌است. فرمول شیمیایی این ترکیب C5H6O است.